# C1orf21
C1orf21 (англ. Chromosome 1 open reading frame 21) – білок, який кодується однойменним геном, розташованим у людей на короткому плечі 1-ї хромосоми.  Довжина поліпептидного ланцюга білка становить 121 амінокислот, а молекулярна маса — 13 865.
| 10         |  | 20         |  | 30         |  | 40         |  | 50         |
| ---------- |  | ---------- |  | ---------- |  | ---------- |  | ---------- |
| MGCASAKHVA |  | TVQNEEEAQK |  | GKNYQNGDVF |  | GDEYRIKPVE |  | EVKYMKNGAE |
| EEQKIAARNQ |  | ENLEKSASSN |  | VRLKTNKEVP |  | GLVHQPRANM |  | HISESQQEFF |
| RMLDEKIEKG |  | RDYCSEEEDI |  | T          |  |            |  |            |

A: Аланін

C: Цистеїн

D: Аспарагінова кислота

E: Глутамінова кислота

F: Фенілаланін

G: Гліцин

H: Гістидин

I: Ізолейцин

K: Лізин

L: Лейцин

M: Метіонін

N: Аспарагін

P: Пролін

Q: Глутамін

R: Аргінін

S: Серин

T: Треонін

V: Валін

Кодований геном білок за функцією належить до фосфопротеїнів. 